# Валинурова, Лилия Сабиховна
Лилия Сабиховна Валинурова (род. 29 мая 1958, Староякшеево, Башкирская АССР) — советский, российский учёный-экономист, преподаватель университета. Доктор экономических наук (2004), профессор (2005). Член-корреспондент Российской академии естественных наук (РАЕ).
Заслуженный деятель науки Российской Федерации (2010). Заслуженный деятель науки Республики Башкортостан (2006) .

## Биография
Лилия Сабиховна Валинурова родилась 29 мая 1958 года в деревне Староякшеево Балтачевского района Башкирской АССР.
В 1975 году окончила среднюю школу № 1 села Старобалтачево Балтачевского района Башкирской АССР.
В 1980 году с отличием окончила экономический факультет Уфимского государственного авиационного института.
В 1980 — 1981 годах, затем с 1984  года работает в Уфимском государственном авиационном техническом университете .
В 1984 году защитила диссертацию на соискание учёной степени кандидата экономических наук.
В 2004 году защитила диссертацию на соискание учёной степени доктора экономических наук.
С 2001  года- директор учебно-методического центра, одновременно 2004  года являлась заведующей кафедры инновационной экономики Башкирской академии государственной службы и управления (БАГСУ), одновременно с 2014  года — заместитель директора Института экономики, финансов и бизнеса Башкирского государственного университета по инновациям.
Член-корреспондент Российской академии естественных наук (РАЕ).

## Научная деятельность
Научные исследования Лилии Валинуровой посвящены региональной экономике, инвестиционным и инновационным процессам процессам современной экономики.
Валинуровой разработаны методики оценки инвестиционной привлекательности социально-экономических систем, модель эффективного управления инновационно-инвестиционными процессами.
Основатель научной школы «Управление инновационными и инвестиционными процессами в социально-экономических системах», основные направления исследований — управление инновационно-инвестиционными процессами в социально-экономических сис-темах, региональная экономика.
Под руководством профессора Валинуровой Л. С. подготовлено 35 кандидатов экономических наук и 5 докторов экономических наук.
Автор свыше 220 научных и учебно-методических работ, в том числе 2 учебников для вузов.

### Избранные труды
- Управление развитием регионов и муниципальных образований в инновационной экономике. М., 2012;
- Инновационное развитие российской экономики: проблемы и перспективы. М., 2013 (соавтор);
- Валинурова Л. С. Формирование и развитие инновационных систем в регионе. — М.: Издательство «Палеотип», 2014. — 204 с.
- Валинурова, Л. С. Особенности управления правами на результаты интеллектуальной деятельности в холдинговых структурах наукоемких производств / Л. С. Валинурова, О. Б. Казакова, Н. З. Мазур // Цветные металлы. — 2015. — № 8. — С. 11-29.
- Valinurova, L. Evaluation of Investment Attractiveness and Prediction of Investment Volumes to the Region / L. Valinurova, O. Kazakova, E. Sulimova // Mediterranean Journal Of Social Sciences. — 2015. — № 6 (5S3). — P. 371—379.
- Валинурова, Л. С. Теоретико-методологические проблемы активизации инновационных процессов в отечественной экономике / Л. С. Валинурова, О. Б. Казакова, Н. А. Кузьминых, Э. И. Исхакова. — М.: Русайнс, 2015. — 156 с. — 9,75 п. л. — Библиогр.: с. 149—154. — 1000 экз. — ISBN 978-5-4365-0572-5.
- Валинурова, Л. С. Инвестиционная привлекательность муниципальных образований Республики Башкортостан / Л. С. Валинурова, О. Б. Казакова, Н. А. Кузьминых // Евразийский юридический журнал. — 2016. — № 5 (96). — С. 351—354.

## Почётные звания и награды
- Заслуженный деятель науки Российской Федерации (2010)
- Заслуженный деятель науки Республики Башкортостан (2006)
- Почетные звания Российской Академии Естествознания «Основатель научной школы», «Заслуженный деятель науки и образования», «Золотая кафедра России».
- Диплом качества и Европейская Золотая медаль за педагогическую деятельность и проведение оригинальных исследований в области инновационных экономик (решение Европейской научно-промышленной палаты).